# Visalia (Kalifornija)
Visalia je grad u američkoj saveznoj državi Kalifornija. Prema popisu stanovništva iz 2010. u njemu je živjelo 124.442 stanovnika.